# Destiny (singolo The Jacksons)
Destiny è un brano del gruppo musicale statunitense The Jacksons pubblicato il 29 dicembre 1978 solo nel Regno Unito come terzo ed ultimo singolo dell'omonimo album dello stesso anno.

## Tracce

### Versioni vinile 7" e 7" promozionale
1. Destiny (Single Edit) – 3:44 – (The Jacksons)
2. That's What You Get (for Being Polite) – 4:56 – (Michael Jackson, Randy Jackson)

### Versione vinile 12"
1. Destiny (Album Version) – 4:55 – (The Jacksons)
2. Blame It on the Boogie (John Luongo Disco Mix) – 7:00 – (Mick Jackson, David Jackson, E. Krohn)
3. That's What You Get (for Being Polite) (Edit) – 2:32 – (Michael Jackson, Randy Jackson)

## Formazione
- Michael Jackson - voce principale, cori
- Jackie Jackson - cori
- Tito Jackson - chitarra e cori
- Randy Jackson - cori
- Marlon Jackson - cori